# 寿振黄
寿振黄（1899年—1964年），男，浙江诸暨人，中国动物学家，中国脊椎动物学研究的开拓者及奠基人之一，中国动物生态学研究的先驱。曾任中国科学院动物研究所副所长。